# Federico C
Pour les articles homonymes, voir Federico (homonymie) et Royale.
Le Federico C  est un navire de croisière construit en 1958 par les chantiers Ansaldo de Gênes pour la compagnie Costa Croisières. Il est lancé le 31 mars 1957 et mis en service le 22 mars 1958 sur la ligne Gênes-Rio de Janeiro-Buenos Aires. En 1983, il est vendu à Premier Cruises et effectue des croisières sous le nom de Royale puis StarShip Royale. Il sombre le 17 décembre 2000 dans l’Océan Atlantique sous le nom de SeaBreeze I, alors qu’il fait route d’Halifax, où il était détenu depuis septembre 2000, vers Charleston où il devait subir une rénovation avant d’être remis en service.

## Histoire
Le Federico C  est un navire de croisière construit en 1958 par les chantiers Ansaldo de Gênes pour la compagnie Costa Croisières. Il s’agit du premier navire construit pour la compagnie. Il est lancé le 31 mars 1957 et mis en service le 22 mars 1958 sur la ligne Gênes-Rio de Janeiro-Buenos Aires. En 1966, il effectue des croisières au départ de la Floride ou de Gênes, puis est adapté à cette nouvelle utilisation lors d’une rénovation en 1968.
En décembre 1983, il est acquis par la compagnie Premier Cruise Line (en) qui le renomme Royale. En 1989, il est rebaptisé StarShip Royale lorsqu’il est transféré à la flotte de la compagnie Ulysses Cruises. Il devient ensuite le SeaBreeze I lorsqu’il est affrété par Dolphin Cruises, qui devient une filiale de Premier Cruise Line (en) en 1997. Le 14 septembre 2000, la compagnie Premier Cruise Line (en) fait faillite. Le navire est placé en détention à Halifax avant d’être vendu aux enchères en décembre 2000. Il est acquis par la compagnie Ventures Cruises (une filiale de DLJ Capital Funding) qui l’envoie à Charleston afin qu’il y soit rénové.

### Naufrage
Le 17 décembre 2000, le SeaBreeze I sombre, au large au large du Cap Charles sur la côte de la Caroline du Nord et de la Virginie aux États-Unis alors qu’il fait route de Halifax vers Charleston où il devait être rénové par la compagnie Ventures Cruises (une filiale de DLJ Capital Funding). La version officielle fait état d’une explosion de la chaudière du navire qui aurait endommagé la coque.
L’enquête sur le naufrage du SeaBreeze I a suscité l’inquiétude internationale, à cause de nombreux incidents suspects et du fait que le navire était évalué entre 5 et 6 millions de dollars pour la ferraille, alors qu’une police d’assurance le couvrait pour 20 millions de dollars. Le navire a coulé dans les eaux internationales et était immatriculé au Panama, ce qui donna à ce pays la charge de l’enquête sur le naufrage.
Le capitaine a dit aux Garde-côtes américains venus le secourir que son navire était en danger imminent de couler à la suite de l’envahissement de la salle des machines, avec des vents violents et des creux de 25 pieds (7,5 m). Sur le moment, les sauveteurs des Garde-côtes ont estimé qu’il était hautement improbable pour un navire de cette dimension de couler aussi rapidement, et ont été étonnés lorsque le capitaine grec a exigé d’être évacué de son navire plutôt que de rester à bord et essayer de le conduire vers le rivage pour le sauver. Par la suite, les 34 membres d’équipage ont été secourus.
Au moment du naufrage, Cotton Steven de la Fédération internationale des ouvriers du transport de Londres a déclaré qu’il souhaitait que le navire, qui croisait à 225 milles (417 km) au large de la côte de Virginie, se rapproche de 25 milles nautiques (46 km) de la côte de façon à se mettre sous la juridiction des enquêteurs américains.
Selon Cotton, « l’historique du Panama sur la conduite d’enquêtes exhaustives sur les naufrages de navires n’est pas très bon. »

## Galerie

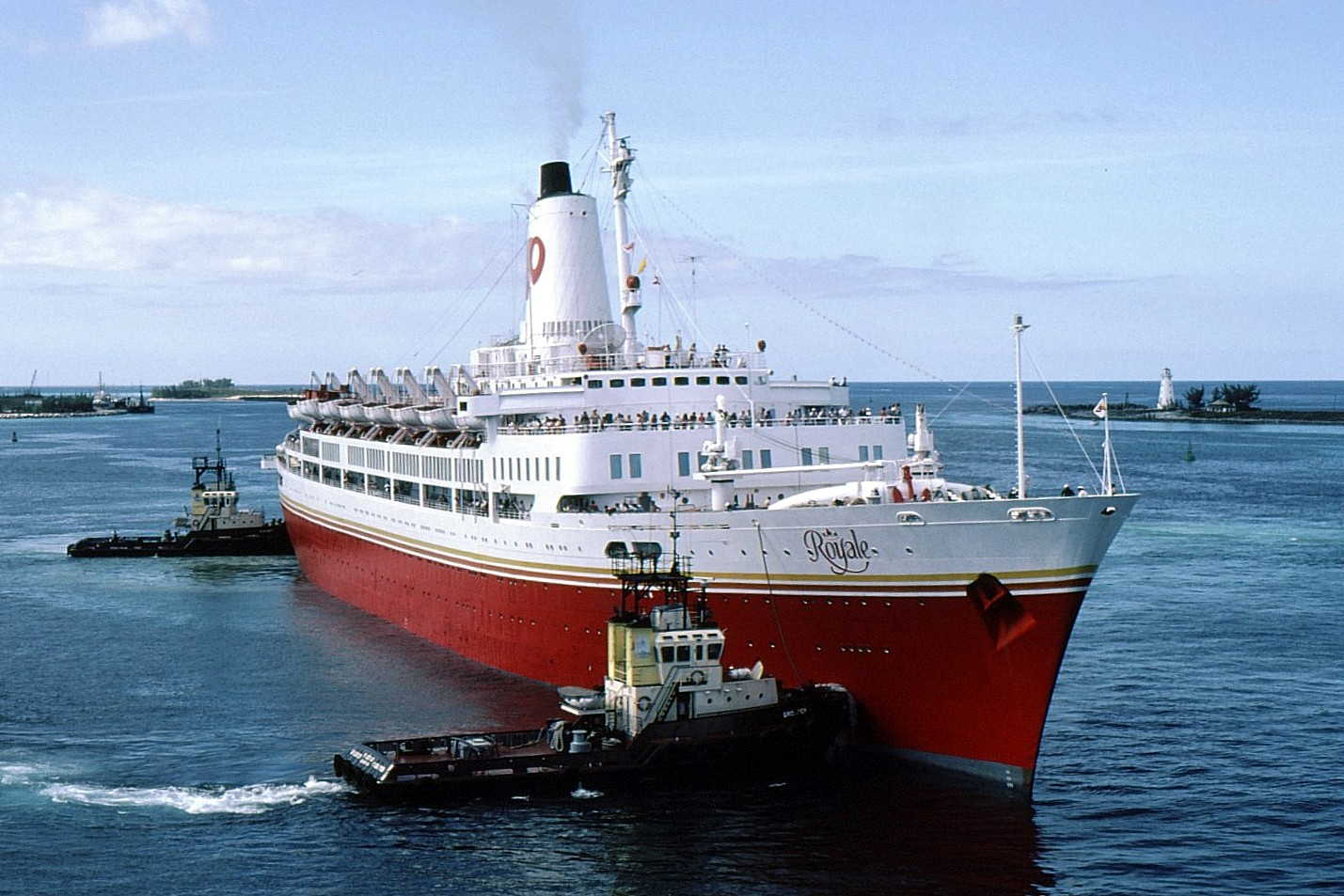
Le Royale à Nassau en novembre 1985.
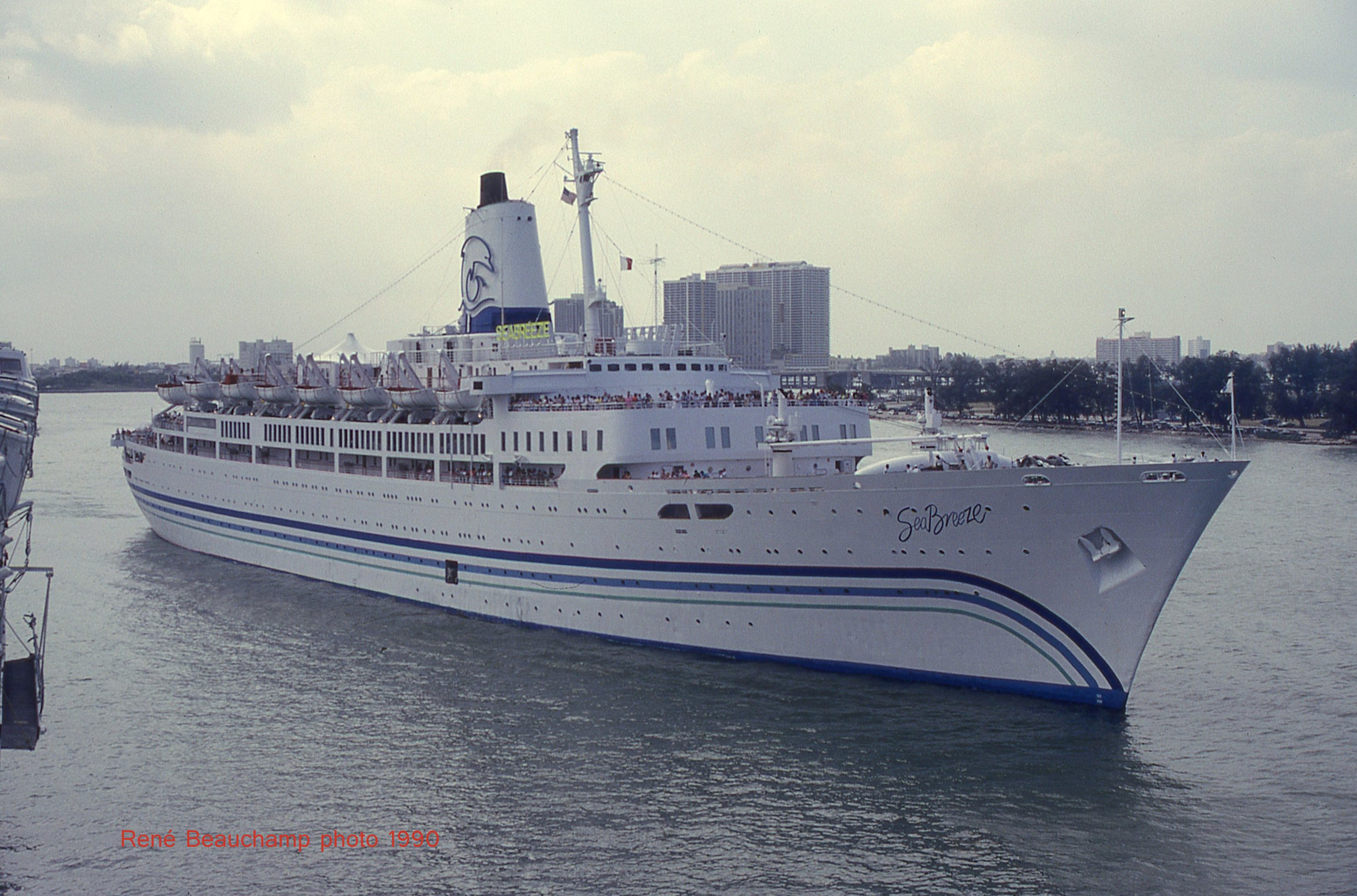
Le SeaBreeze à Miami en mai 1990.
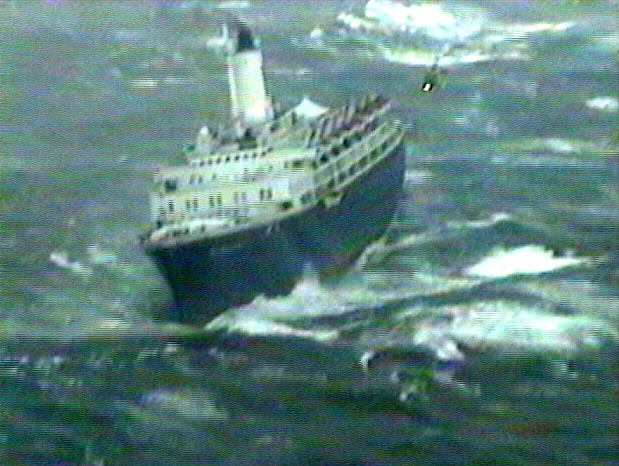
Le naufrage du SeaBreeze I.